# TrueCombat:Elite
『TrueCombat:Elite （トゥルーコンバット エリート）』は、FPSゲームであるWolfenstein: Enemy Territoryにおいて、2005年3月からアメリカ人とドイツ人の有志からなるStudio Groove SixとTeam Terminatorの二つの開発チームが製作しているトータルコンバージョンMod。通称TC:E。元々はTrueCombatという名称でQuakeIII:ArenaのModとして開発されていたが、途中でW:ETにエンジンを変更している。

## 概要
プレイヤーはSpecopsまたはTerroristsの二つのグループに分かれて、マップの目的を達成したり、敵を倒したことによるポイントを競い合う。Spectatorとして観戦も可能である。現代戦をテーマとした現実に近い設定の「リアル系FPS」であり、頭を撃たれれば即死、胴体でも2,3発撃たれるとほぼ即死、スタミナが切れれば走る速度が遅くなる、等のリアル性の再現に重点が置かれている。このため元となったWolfenstein - Enemy Territoryとはまったく異なったゲーム性を持っているが、Wolfenstein - Enemy TerritoryのModであるためマルチプレイ専用という点に変わりはない。また無料でプレイできるのも特長と言える。
現在のバージョンは0.49bである。
最終リリースは2009年〜2010年と言われているものの、ソースコードを持つ開発主任者が音信不通の状態にあり、現在は事実上の開発停止状態である。
なお、TrueCombat:Eliteの元開発者を含むチームがTeamCombat:Urban Assaultを開発しており、これが実質的な後継になるのではないか、とも言われている。

## ゲームシステム
BodyCount、Objective、CaptureTheFlagという三つのゲームシステムがあり、いずれかで試合（ラウンド）が行われる。最終的には数多くの試合数で勝利したチームの勝利である。ゲームサーバの設定によって、おおむね数試合の後にゲームのマップが入れ替わることが多い。

### Objectiveモード（略称：OBJ）
Objectiveでは制限時間があり、それまでに両チームとも目的を達成しなければならない。Specopsは2つあるコンテナを守りきるか、Terroristsを全滅すれば勝利となり、Terroristsは二つあるコンテナの内の一つに爆薬を仕掛け、爆破に成功するか、もしくはSpecopsを全滅させれば勝利となる。Terroristsは爆薬であるC4は仕掛けてから爆発まで45秒かかるので、その間はC4を解除されないようにSpecopsからC4を守らなければならない。C4を解除されればSpecopsの勝利となる。
また、Objectiveでは一度殺されたら次のラウンドまで生き返ることはできず、新たなラウンドまではSpectatorとして観戦していなければならない。また死んでからの発言は、リアル性を重視しているゲーム内容の特性上、好ましいことではない。

### Bodycountモード（略称：BC）
Bodycountでは単純に試合の終了時間まで戦いあい、最終的にスコアが高かったチーム、またはスコアが先に合計20に達したチームが勝ちというシンプルなゲームモードである。目的はなく、Objectiveよりも個人個人のプレーが重要視される。時間内なら何度でも生き返ることができるので、初心者の練習にはより最適である。

### CaptureTheFlagモード（略称：CTF）
双方のチームにはフラッグと呼ばれるものが存在し、相手チームのフラッグを自分のチームのフラッグ地点に持ち帰ることでポイントが入る。どちらかのチームが3つフラッグを獲得した時点で、そのチームの勝利となる。また、このモードではBCと同様にいくらでも復活ができるので早急なフラッグの獲得と脱出が要求される。
ただし、BCのリスポン時間が平均して10秒なのに対し、このモードを運営しているサーバでは10秒では脱出等が非常に困難なので、15秒からの設定となっているものが多い。

## 武器とクラス
プレイヤーは3つのクラスのいずれかを選択し、試合を行う。クラス選択に特に制限がないのが一般的である。
クラスによって初期装備武器が違うが、異なるクラスの武器を拾っても使用できる。
下記に記載されている武器は、デフォルトのものであるが、これらとは別にカスタム武器も開発されており、すべて合わせると数十に上る。

### アサルト
非常にバランスの取れたクラスでどんな距離にも対応できる。グレネード、アサルトライフル、ショットガンなどを装備できる。だが、スタングレネード、スモークグレネードを武装できない。
| AA | Specops   | Terrorists      |
| -- | --------- | --------------- |
| 1  | M16       | AK-47           |
|    | M3S90     | SPAS12          |
| 2  | M4        | SG552           |
| 3  | M4 SOPMOD | AK-74M SPETSNAZ |

### リコン
スモークグレネードとスタングレネードを1つずつ装備でき、ObjectiveモードではC4の設置、解除を早くするテックキットを武装することができる（その場合グレネードは持てない）。サブマシンガン、ショットガンを装備し軽装備な為早く走ることができる。AKIMBO（二挺拳銃）もできる。
| AA | Specops   | Terrorists |
| -- | --------- | ---------- |
| 1  | MP5       | MAC10      |
|    | M590C     | M590C      |
| 2  | AKS-74U   | UMP45      |
|    |           | MAC10SD    |
| 3  | AKS-74USD | MP5SD      |

### スナイパー
スナイパーライフルを装備し、遠距離から敵を狙うことを得意とするクラス。接近戦はハンドガン（サイドアーム）でしか効果的な武器は無い。ver0.48ではボルトアクション系スナイパーライフルの「胴体でも当てれば即死」という特性を生かしたアイアンサイトと発射ボタンを連続で押す「クイックショット」が強力な武器であると言われていたが、ver0.49bでクイックショットが著しく難しくなるように仕様が変更された。スナイパーライフルは重い為、走るのが遅い。その上走ったときのスタミナの消耗も早いので機動力に乏しい。グレネードとスタングレネードを装備できないがスモークグレネードを持てる。尚、スナイパーの持つナイフにはバグがあり、2つあるモデルのうちクラス選択画面で表示される左側が、身体のどの部位を斬りつけても一撃で倒すことが出来るため、攻守選択のナイフ戦（通称Meleeラウンド）では使用禁止になっている。
| AA | Specops | Terrorists     |
| -- | ------- | -------------- |
| 1  | PSG-1   | ツァスタバ M76 |
| 2  | R93     | SR8            |
| 3  | SPR     | SG550          |

## Spectator（観戦者）
試合の観戦を目的としたモードで、二つのチームの代わりに選ぶことができる。Spectatorになると、プレイヤーが画面上から消え、武器を使用した戦闘は不可能になる。代わりにカメラを操作するようにマップを移動することで、さまざまな所からマップを見ることが可能となる。また、他人のプレイを見ることもできるため、上達の助けにもなる。
ただし長時間Spectator状態で観戦していると、特にObjectiveでは多少人数に左右されるところがあるので「join」などと参加を催促されることがある。最終的には投票等によってサーバからkick（数分の参加禁止）になることもある。
そういった問題が起こらないETTVなるものもあるが、ここでは解説しない。

## バグ
現行のβ版は未完成のため、さまざまなバグがある。
最新の0.49bに移行後、リーンしたときに射撃した際の着弾点のズレは修正された。
しかし、SIG552については未だにバグが残っているようである。
また、意図的にバグを利用して遊ぶこともあるが、基本的にはお祭り要素なので一般のサーバーではゲームバランスを壊すことに他ならない。

## マップ
TrueCombat:Eliteには、本体に付属している公式マップと、ユーザがGtkRadiantなどのレベルエディタを使用して作成したカスタムマップの二種類のマップがある。カスタムマップが設定されているゲームサーバでは、指定されたカスタムマップを所持していないとプレイすることが出来ないが、ほとんどのサーバではインターネットを通じて自動的に未所持のマップのダウンロードが行われるため、問題となることは少ない。カスタムマップの中には、公式マップと同程度の高いクオリティを持ったものも存在する。カスタムマップは、通常のマップとは違った戦略が必要とされ、スクリプトを生かしたさまざまなギミック（例えばエレベータなど）が盛り込まれている。

### 公式マップ
- Northport
- Railhouse
- Delta(0.48ではErsatzというカスタムマップだった)
- Village
- Snow
- Stadtrand